# Cerylon curtulum
Cerylon curtulum là một loài bọ cánh cứng trong họ Cerylonidae. Loài này được Grouvelle miêu tả khoa học năm 1918.